# Carmelo Delgado Delgado
Carmelo Delgado Delgado (ur. 20 kwietnia 1913, zm. 29 kwietnia 1937) – członek młodzieżówki Nacjonalistycznej Partii Portoryko. Żołnierz Brygady im. Abrahama Lincolna w czasie hiszpańskiej wojny domowej.
Delgado został przyjęty na studia w Uniwersytecie Portoryko, gdzie zaprzyjaźnił z działaczem narodowowyzwoleńczym i poetą Juanem Antonio Corretjerem. W tym okresie wstąpił do organizacji Cadetes de la Republica (Kadeci Republiki), organizacji młodzieżowej Nacjonalistycznej Partii Portoryko. Po uzyskaniu tytułu magistra, przeniósł się do Hiszpanii w poszukiwaniu studiów prawniczych. W dniu 22 września 1935, rozpoczął studia w Centralnym Uniwersytecie w Madrycie.
Po wybuchu hiszpańskiej wojny domowej między rządem republikańskim a rebeliantami Francisco Franco, przyłączył się do Brygady im. Abrahama Lincolna, składającej się głównie z ochotników ze Stanów Zjednoczonych. Delgado brał udział w bitwie o Madryt, gdzie został schwytany i wysłany do Valladolid i stanął przed trybunałem egzekucyjnym. Ambasada Stanów Zjednoczonych zaoferowała pomoc, jednak Delgado porzucił ofertę. Według Corretjera: „wolał umrzeć przez pluton egzekucyjny niż żebrać o swoje życie do jankesów, którzy zaatakowali jego kraj”.